# Zelinje
Zelinje (cyr. Зелиње) – wieś w Bośni i Hercegowinie, w Republice Serbskiej, w mieście Zvornik. W 2013 roku liczyła 397 mieszkańców.